# Albrecht Wolfgang zu Hohenlohe-Langenburg
Albert Wolfgang Hohenlohe-Langenburg (6 lipca 1659 – 17 kwietnia 1715) – hrabia Hohenlohe-Langenburg. Syn hrabiego Henryka Fryderyka Hohenlohe-Langenburg. Od 1702 głowa Rodu Hohenlohe
22 sierpnia 1686 poślubił Zofia Amelię Nassau-Saarbrücken.
Mieli dwanaścioro dzieci:
- Elenorę Julię
- Fryderyka Ludwika
- Zofię Charlottę
- Filipa
- Krystynę
- Ludwika
- Charlottę
- Krystiana
- Albertynę
- Zofię Fryderykę
- Henrykę
- Fryderyka Karola